# Erica Fischer

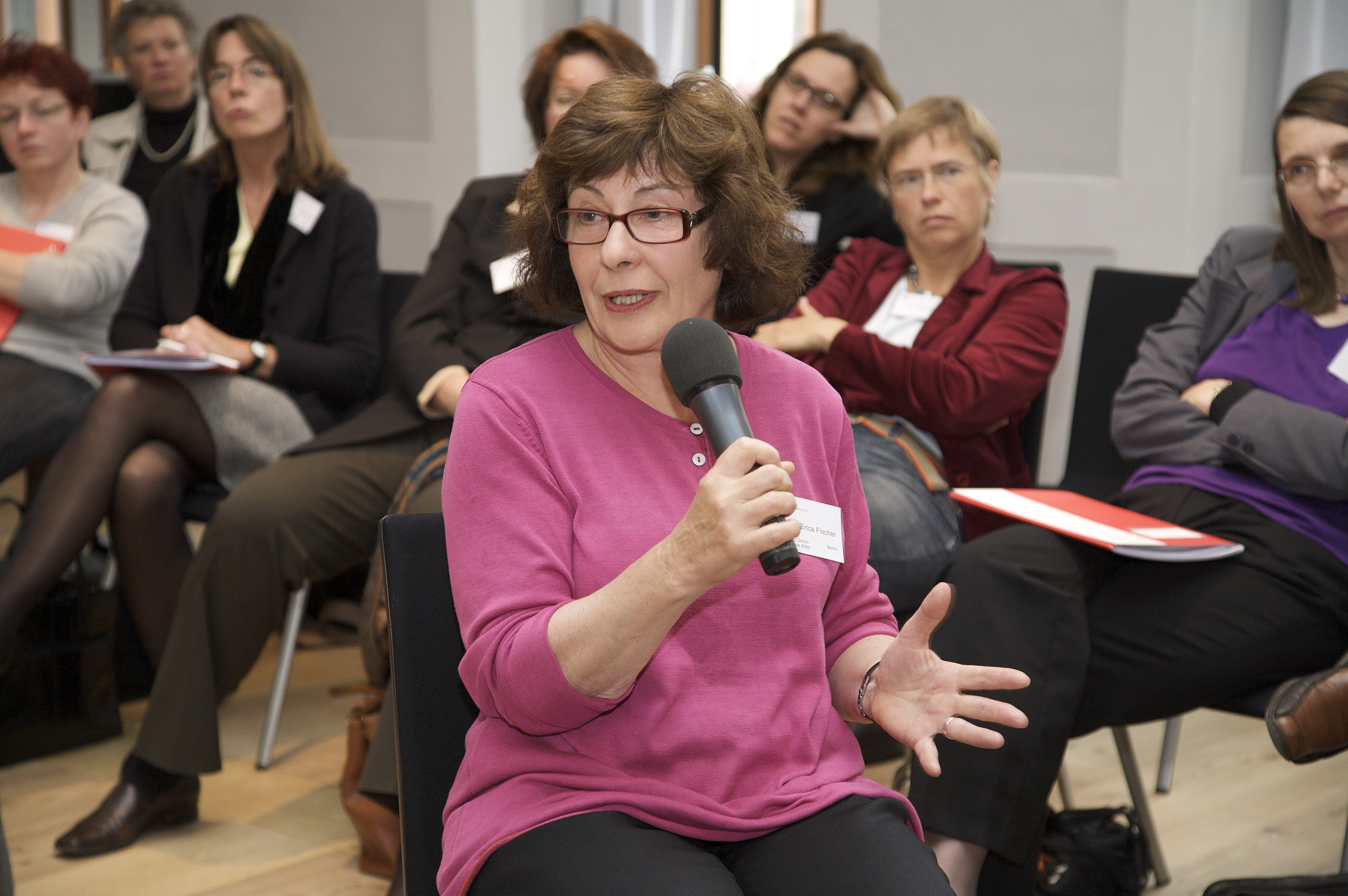
Erica Fischer (2009)

Erica Fischer (* 1. Jänner 1943 in St Albans, England) ist eine österreichische Schriftstellerin, Journalistin, Übersetzerin und Feministin. Fischers größter Erfolg war die dokumentarische Erzählung Aimée & Jaguar, die 1994 veröffentlicht wurde.

## Leben und beruflicher Werdegang
Erica Fischer wurde in England geboren, wohin ihre Eltern 1938 nach dem „Anschluss Österreichs“ an Nazi-Deutschland emigriert waren. 1948 kehrten die Eltern mit ihren beiden Kindern nach Wien zurück.
Anfang der 1970er-Jahre war Fischer Gründungsmitglied der Neuen Frauenbewegung in Wien. Sie ist Mitbegründerin der feministischen Zeitschrift AUF – Eine Frauenzeitschrift und der Wiener Buchhandlung Frauenzimmer.
Erica Fischer lebt heute als freie Autorin, Journalistin und Buchübersetzerin in Barcelona. Sie ist mit Massimo Cortini verheiratet.

## Werk
Fischers größter Erfolg war die dokumentarische Erzählung Aimée & Jaguar (1994), in der sie mit Hilfe von Zeitzeugen die Liebesbeziehung zweier Frauen in Deutschland zur Zeit des Nationalsozialismus nachvollzieht. Im Zentrum stehen dabei die Erinnerungen von Lilly Wust an ihre Geliebte Felice Schragenheim, die 1944 von der Gestapo verschleppt und in Bergen-Belsen ums Leben kam. Das Buch wurde in 20 Sprachen übersetzt. 1996 wurde es mit dem Lambda Literary Award ausgezeichnet.
Max Färberböck verfilmte die Liebesgeschichte 1998 als romanartige Doku-Fiktion unter demselben Titel, jedoch mit nicht in der Vorlage zu findenden Unterschieden.
Erica Fischer hat für mehrere Verlage über 20 Bücher aus dem Englischen ins Deutsche übersetzt.

## Preise und Stipendien

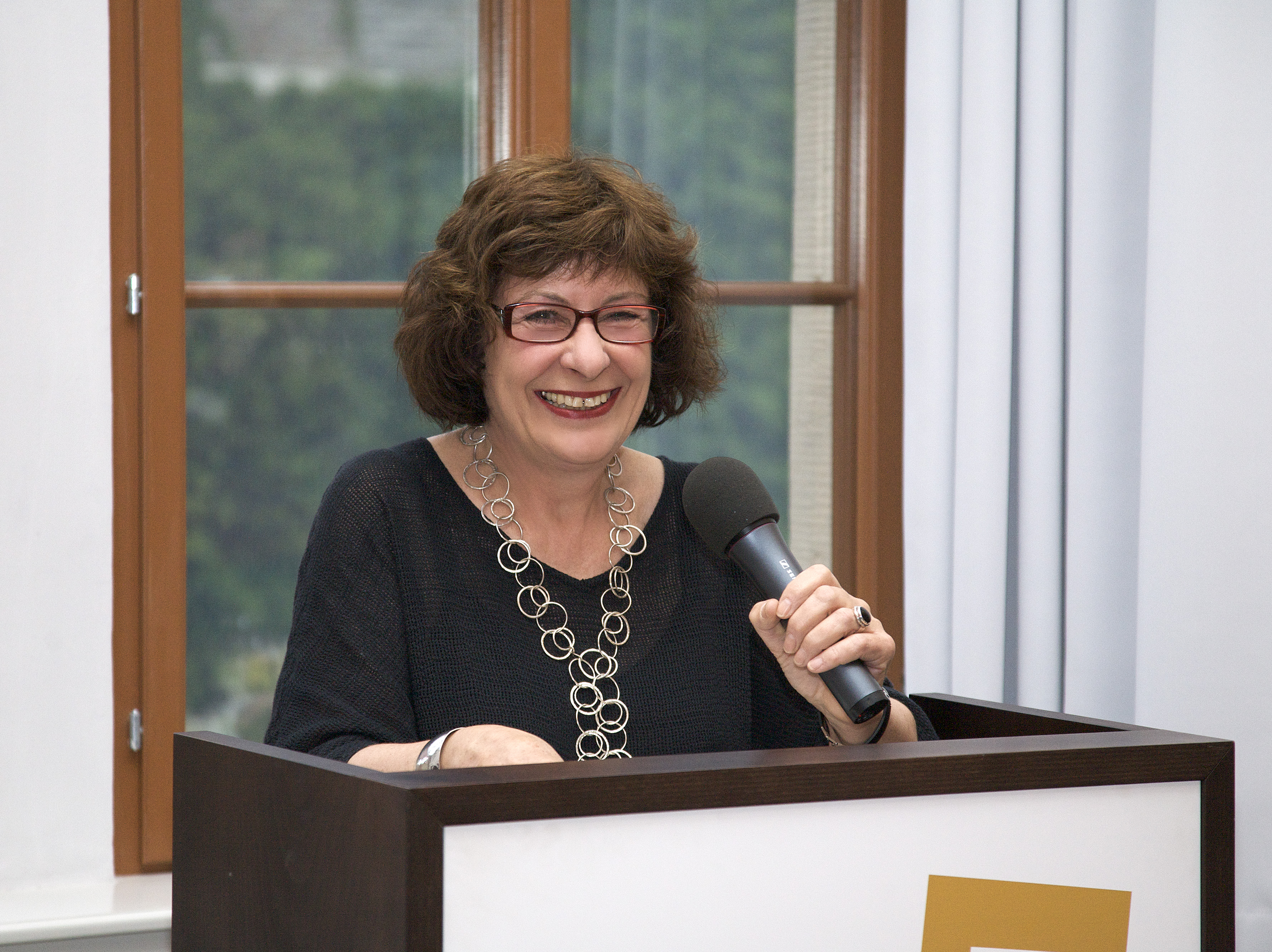
Erica Fischer bei der Verleihung der Hedwig-Dohm-Urkunde 2009

- 1999: Aufenthaltsstipendium im Künstlerhaus Schloss Wiepersdorf, Brandenburg[2]
- 2006/2007: Projektstipendium für Literatur des österreichischen Bundesministeriums für Unterricht, Kunst und Kultur
- 2007: Stipendium in der Villa Decius, Krakau
- 2009: Hedwig-Dohm-Urkunde des Journalistinnenbundes[3] für ihr Lebenswerk
- 2017: Writer in Residence im Literaturhaus Niederösterreich, Krems/Stein[4]

## Bibliografie (Auswahl)
- Jenseits der Träume. Frauen um vierzig, Kiepenheuer & Witsch, Köln 1983, ISBN 3-462-01559-1.
- Mannhaft. Vernehmungen einer Feministin zum großen Unterschied, Kiepenheuer & Witsch, Köln 1987, ISBN 3-462-01853-1.
- Ohne uns ist kein Staat zu machen. DDR-Frauen nach der Wende. Kiepenheuer & Witsch, Köln 1990, ISBN 3-462-02057-9.
- Aimée & Jaguar. Eine Liebesgeschichte, Berlin 1943. Kiepenheuer und Witsch, Köln 1994, ISBN 978-3-462-03499-8.
- Am Anfang war die Wut. Monika Hauser und Medica Mondiale, ein Frauenprojekt im Krieg, Kiepenheuer & Witsch, Köln 1997, ISBN 3-462-02641-0.
- Die Liebe der Lena Goldnadel, Jüdische Geschichten, Rowohlt, Berlin 2000, ISBN 3-87134-398-6.
- Das kurze Leben der Jüdin Felice Schragenheim. „Jaguar“, Berlin 1922 – Bergen-Belsen 1945. Mit Fotos von Christel Becker-Rau. dtv, München 2002, ISBN 3-423-30861-3.
- mit Mariam Notten: Ich wählte die Freiheit, Geschichte einer afghanischen Familie, Hanser, München / Wien 2003, ISBN 3-446-20284-6.
- mit Simone Ladwig-Winters: Die Wertheims, Geschichte einer Familie, Rowohlt, Berlin 2004, ISBN 978-3-87134-443-5.
- Das Wichtigste ist, sich selber treu zu bleiben. Die Geschichte der Zwillingsschwestern Rosl und Liesl, Ueberreuter, Wien 2005, ISBN 978-3-8000-7081-7.
- Himmelstraße. Geschichte meiner Familie, Rowohlt, Berlin 2007, ISBN 978-3-499-24592-3.
- Mein Erzengel, Roman, Rowohlt, Berlin 2010, ISBN 978-3-87134-660-6.
- Königskinder, Roman, Rowohlt, Berlin 2012, ISBN 978-3-87134-741-2.
- So fing es (für mich) an. In: Käthe Kratz, Lisbeth N. Trallori (Hrsg.): Liebe, Macht und Abenteuer. Zur Geschichte der Neuen Frauenbewegung in Wien. Promedia, Wien 2013, ISBN 978-3-85371-365-5.
- Feminismus Revisited, Berlin Verlag, Berlin 2019, ISBN 978-3-8270-1387-3.
- ALT – na und?, Berlin Verlag, Berlin 2021, ISBN 978-3-8270-1418-4

- Spät lieben gelernt – Mein Leben, Berlin Verlag, Oktober 2022, ISBN 978-3-8270-1472-6[1]
- Die Welt vor Suzie Wong, Eine Familiengeschichte zwischen Wien, Seoul, Pris, Shanghai, mandelbaum verlag, wien, berlin 2023